# Roger Helland
Roger Helland (ur. 26 września 1972 w Austrheim) – norweski piłkarz występujący na pozycji pomocnika.

## Kariera klubowa
Helland karierę rozpoczynał w sezonie 1993 w pierwszoligowym zespole SK Brann. W sezonie 1995 dotarł z nim do finału Pucharu Norwegii. Osiągnięcie to powtórzył w sezonie 1999. Z kolei w sezonie 1997 wywalczył z Brann wicemistrzostwo Norwegii. Pod koniec 1999 roku odszedł do duńskiego Brøndby IF. W sezonie 1999/2000 wywalczył z nim wicemistrzostwo Danii.
W połowie 2000 roku Helland wrócił do Norwegii, gdzie został graczem zespołu Lillestrøm SK. W sezonie 2001 został w jego barwach wicemistrzem Norwegii. W 2003 roku odszedł do drugoligowego Fredrikstadu. W sezonie 2003 awansował z nim do pierwszej ligi. W 2006 roku odszedł do drużyny Hovding IL, gdzie w 2008 roku zakończył karierę.

## Kariera reprezentacyjna
W reprezentacji Norwegii Helland zadebiutował 18 stycznia 1997 w przegranym 0:1 towarzyskim meczu z Koreą Południową. W drużynie narodowej rozegrał 2 spotkania, oba w 1997 roku. Wcześniej grał też w reprezentacjach młodzieżowych, na szczeblach U-15 oraz U-21.